# Château de Siorac (Siorac-en-Périgord)
Le château de Siorac est un château français situé à Siorac-en-Périgord, dans le département de la Dordogne, en région Nouvelle-Aquitaine.

## Localisation
Le château de Siorac est un château implanté dans le Périgord noir au nord de la commune de Siorac-en-Périgord.

## Historique
La seigneurie de Siorac était partagée entre plusieurs coseigneurs au Moyen Âge.

### Le domaine de Siorac possession de l'abbaye de Sarlat
Une bulle du pape Eugène III adressée à l'abbaye de Sarlat en 1153 cite parmi les paroisses dépendant de l'abbaye les curtes de Ciourac. Avant mai 1288, les Anglais y ont fondé une bastide, au lieu-dit « Castel-Réal ». Cette réalisation a entraîné un procès porté au parlement de Paris donnant lieu à de grandes difficultés consignées dans les actes de procédure en 1268 et 1291.

### Siorac pendant la guerre de Cent Ans
Une forteresse existait au Moyen Âge qui a été occupée par les Anglais. En mai 1373, Gilbert de Domme, Pons de Beynac, sieur de Commarque, et la ville de Sarlat, attaquent le château de Siorac. Les Anglais ont quitté la place. Cependant, les troupes à la solde des Anglais réoccupent Siorac.
Adémar d'Abzac (†1414), coseigneur de Siorac, est seigneur de La Douze, de Montastruc, de Bellegarde, de La Cropte, de Beauregard et propriétaire de la maison noble d'Abzac à Périgueux, marié en 1373 avec Guillemette de Boniface,. Son fils, Bertrand d'Abzac est coseigneur de Siorac, seigneur de Montastruc et de Domme. C"est un capitaine de compagnie au service des Anglais. En 1414, il passe apparemment au service du roi de France. Il se marie alors à Jeanne de Beynac, fille de Pons de Beynac, seigneur de Beynac et de Commarque, et sœur de Pons de Beynac, sénéchal du Périgord. Ce dernier ne pouvant payer la dot de sa sœur, il lui remet la ville et le château de Domme-Vieille. Mais en 1417, Bertrand d'Abzac, gouverneur de Domme pour le roi de France, se laisse surprendre par Bertrand Suran, capitaine anglais. Il se déclare alors de nouveau favorable aux Anglais et reçoit en récompense le gouvernement de Domme. En novembre 1421, les troupes françaises assiègent Domme, prennent la bastide mais échouent à s'emparer du château de Domme-Vieille. En 1422, il réussit à reprendre la bastide. En 1438, Jean de Carbonnières, bâtard de Pelvézy, réussit à s'emparer de Domme et à faire prisonniers Bertrand d'Abzac, son frère Archambaud, son épouse. Ses fils, Jean et Gantonet, qui tiennent la ville de Domme promettent de la rendre aux conditions du traité de Gourdon, signé le 15 septembre 1438. Bertrand d'Abzac est remis au roi et a eu la tranchée à Limoges, le 11 mars 1439.
En 1440, la région est soumise à une épidémie de peste, aussi les consuls de Sarlat choisissent d'acheter la sufferte (rançon pour acheter la paix) des garnisons anglaises de Cuzorn, Belvès, Montferrand, Berbiguières, Castelnaud et Siorac.
Sur la forteresse médiévale a été construite un repaire noble qui a été incendié pendant les guerres de religion.

### La coseigneurerie de Siorac, de la famille d'Abzac à la famille de Sireuil, puis du Lion
Jean d'Abzac, dit Pochi (mort après 1490 et avant 1501), fils de Bertrand d'Abzac, coseigneur de Siorac, se marie en 1460 avec Hélène de Montferrand. Son fils Jean II d'Abzac (1474-1546), dit le Jeune, coseigneur de Siorac, marié en 1516 avec Gabrielle Cothet. De cette union sont nés deux fils : François d'Abzac, coseigneur de Siorac, et Gaston d'Abzac, auteur de la branche des seigneurs de La Serre. François d'Abzac est marié en 1546 avec Marie de Laurière de Lanmary, morte fin 1552, sans descendante, remarié en 1554 avec Marquèze d'Abzac de Bellegarde. Celle-ci, veuve, sans descendance mâle, elle a vendu en 1585 à Jean de Sireuil (1535-1608) les biens de la maison noble de Montastruc, dont les biens à Siorac pour 40 000 livres. Ce dernier est marié à Françoise d'Abzac de La Douze. Le capitaine Jean de Sireuil est le fils de François de Sireuil, frère de Jean de Sireuil, coseigneur de Siorac, et de Béatrix du Pech, non mòariés. Il obtient du roi des lettres de légitimation en décembre 1583. Marie de Sireuil, fille de Jean de Sireuil, coseigneur de Siorac, a donné le quart de la seigneurie de Siorac à son cousin, le capitaine Jean de Sireuil. Ce capitaine a participé à la conjuration d'Amiens pour reprendre la ville, en 1597. La conjuration surprise par le commandant espagnol, Hernand Teillo, il est échangé contre des prisonniers espagnols. La garnison espagnole d'Amiens a capitulé le 19 septembre 1597. Après la paix de Vervins, le capitaine Jean de Sireuil est retourné à Siorac. Le roi le retient comme capitaine entretenu du régiment de Picardie. En 1612, il obtient du roi Louis XIII, des lettres patentes pour la création de deux foires par an et de marchés le mercredi de chaque semaine à Siorac. Le capitaine Jean de Sireuil a rendu par son testament de 1616. Marie de Sireuil s'est mariée en 1598 avec Pons du Lion, baron de Belcastel. Du mariage de Pons du Lion avec Marie de Sireuil est né Jean du Lion, baron de Belcastel, marié en 1657 à Damaris de Vivans (1627-1696), descendante de Geoffroy de Vivans.

### La seigneurie de Siorac à la famille de Vivans puis de Laverrie de Vivans
Le 9 juin 1697, Judith-Louise du Lion, demoiselle de Belcastel, fille de Jean du Lion et de Damaris de Vivans, épouse Barthélemy de Laverrie (ou La Verrie), seigneur de Sainte-Radegonde (Saint-Denis-lès-Martel) et de Saint-Marcel. Les biens de Jean du Lion sont adjugés en 1705 par arrêt du parlement de Bordeaux, à Barthélemy de Laverrie. Il en prend possession le 17 et 18 mai 1706 et devient coseigneur de Siorac pour les trois parties. Judith-Louise du Lion investit son fils, Paul de Laverrie (1700-1754), de ses droits sur les biens, noms et armes substitués de la maison de Vivans, le 30 juillet 1720. Paul de Laverrie se marie en 1732 avec Jeanne de Vincens (1712-1767). Après un long procès, la famille Laverrie est autorisée à ajouter le nom de Vivans à leur nom, en 1745. Les Laverrie ont alors ajouté à leur nom celui de Vivans et le titre de comte de Vivans. Leur fils, François-Antoine de Laverrie de Vivans (1742-1798) marié à Jeanne de Bouilhac de Bourzac, fait construire le château de Siorac entre 1760 et 1780.
Dans une enquête sur la ville de Siorac de 1838, le curé Robert Laguionie a écrit : « Siorac possède deux châteaux, un est moderne puisqu'il n'a que 61 ans. Monsieur de Siorac le fît bâtir sur un autre vieux château qui appartenait jadis à la famille d'Henri IV et qui aurait été donné aux sieurs de Vivans pour services rendus ». La construction du château aurait alors été terminée en 1777. François-Antoine de Laverrie de Vivans est mort dans son château de Doyssac, le 11 messidor an VI (29 juin 1798).
Joseph de Laverrie de Vivans, fils aîné de François-Antoine de Laverrie de Vivans, ayant émigré en 1793, son père est arrêté et enfermé dans la prison de Belvès ainsi que deux de ses sœurs. Ils sont libérés en 1794. Un inventaire du château de Siorac est fait en février-mars 1794. Le 26 ventôse an II (16 mars 1794), le district de Belvès réquisitionne les meubles du château de Siorac au moment où Joseph Lakanal séjourne à Belvès. Joseph de Laverrie de Vivans revient en France en 1803. Il est amnistié en 1804 et procède avec ses frères et sœurs à un partage provisoire des biens, rendu définitif en 1817. Il s'est installé au château de Siorac et s'est marié en 1815 avec Marie-Émilie de Franihac, cousine de son beau-frère, Achille de Boysson (1778-1855), marié en 1801 à Judith-Damaris de Laverrie de Vivans.

### Après la Révolution
Joseph de Laverrie de Vivans vend en 1818 une partie du château (aile ouest) à demoiselle Damaris de Constantin. Elle est requise en 1825 par la commune de Siorac pour y installer le presbytère. Barthélemy de Laverrie et Damaris de Constantin ont vendu, en 1820, une partie du château à Marie-Madeleine et Marguerite-Joséphine de Vielcastel. Les de Laverrie de Vivans ont vendu la totalité du château au XIXe siècle.
Un musée des arts culinaires et de la table y a été installé. La mairie de Siorac occupe la partie ouest du château.

## Description
Le château comprend un logis central de deux niveaux, entre deux pavillons de trois niveaux dissymétriques, le pavillon ouest étant moins long que le pavillon est.

## Protection
Le château est inscrit au titre des monuments historiques le 23 mai 2013.